# Жедяевское сельское поселение
Жедя́евское се́льское поселе́ние — муниципальное образование в составе Старомайнского района Ульяновской области. Административный центр — село Жедяевка.

## Население
| 2010  | 2012  | 2013  | 2014  | 2015  | 2016  | 2017  |
| ----- | ----- | ----- | ----- | ----- | ----- | ----- |
| 1401  | ↘1384 | ↘1365 | ↘1335 | ↘1320 | ↘1312 | ↘1296 |
| 2018  | 2019  | 2020  | 2021  |       |       |       |
| →1296 | ↘1250 | ↘1242 | ↘1153 |       |       |       |

## Состав городского поселения
В состав поселения входят 7 населённых пунктов: 6 сёл и 1 деревня.
| № | Населённый пункт   | Тип населённого пункта       | Население |
| - | ------------------ | ---------------------------- | --------- |
| 1 | Аристовка          | село                         | 91        |
| 2 | Арчиловка          | деревня                      | 134       |
| 3 | Березовка          | село                         | 81        |
| 4 | Верхняя Матросовка | село                         | 0         |
| 5 | Волжское           | село                         | 71        |
| 6 | Волостниковка      | село                         | 474       |
| 7 | Жедяевка           | село, административный центр | 550       |

12 ноября 2020 года в Законодательное собрание Ульяновской области был внесён законопроект о создании нового населённого пункта — село Успенское. 12 февраля 2021 года Распоряжением премьер-министра Мишустина № 316-р образован новый населённый пункт — село Успенское .